# Helion de Villeneuve
Helion de Villeneuve (ur. ok. 1270, zm. 1346 w Rodos) – 26. wielki mistrz zakonu joannitów w latach 1319–1346. Brat błogosławionej Rozalindy.